# Кріс Філіппс
Кріс Філіппс (люксемб. Chris Philipps, нар. 8 березня 1994, Вільц) — люксембурзький футболіст, захисник клубу «Вільц». 
Виступав, зокрема, за «Мец», а також національну збірну Люксембургу.

## Клубна кар'єра
Народився 8 березня 1994 року в місті Вільц. Футбольну кар'єру розпочав у клубі «Грін Бойз 77» (Орлан/Таршампс). У 13-річному віці перейшов до «Етцелли», а згодом — до молодіжної академії французького клубу «Мец». У 2012 році був переведений до клубу «Мец-2». Дебютував за цю команду 1 вересня 2012 року в матчі аматорського чемпіонату Франції проти УС «Роєн». За чотири сезони в другій команді «Меца» участь у 43 матчах чемпіонату. 
У березні 2013 року підписав свій перший професіональний контракт терміном у понад 5 років. У жовтні 2013 року дебютував у переможному (3:0) поєдинку проти «Стад Бреста». У 2013 році допоміг клубу виграти Лігу 2 та вийти до Ліги 1. Того сезону провів 5 матчів за першу команду. У сезоні 2014/15 років зіграв 9 матчів за «Мец».
Після вильоту «Меца» до Ліги 2 перейшов у річну оренду (сезон 2015/16) у клуб «Пройсен Мюнстер», де зіграв 25 матчів (1 гол) у третій лізі німецького чемпіонату. У сезоні 2016/17 років знову захищав кольори «Мецу», який тепер знову виступав у Лізі 1. Протягом півтора року в складі французького клубу зіграв 28 матчів, в яких не відзначився жодним голом. 31 січня 2018 року залишив ФК «Мец».
2 лютого 2018 року перейшов до гранду польського футболу, варшавської «Легії», з якою уклав 3,5-річний контракт. А вже 9 лютого дебютував за варшавську команду в переможному (3:2) поєдинку 22-го туру Екстракляси проти «Заглембє» (Любін). Кріс на полі провів усі 90 хвилин/ Станом на 31 березня 2018 року відіграв за команду з Варшави 4 матчі в національному чемпіонаті.

## Виступи за збірні
Викликався жо юнацьких збірних Люксембургу різних вікових категорій. Зіграв три матчі в футболці люксембурзької збірної в фінальній частині чемпіонату Європи U-17 2009 року. 2008 року дебютував у складі юнацької збірної Люксембургу, взяв участь у 16 іграх на юнацькому рівні. Протягом 2011–2012 років залучався до складу молодіжної збірної Люксембургу. На молодіжному рівні зіграв у 3 офіційних матчах, забив 1 гол. Був учасником Молодіжного чемпіонату Європи з футболу 2013 року.
29 лютого 2012 року дебютував у складі національної збірної Люксембургу в товариському поєдинку проти Македонії. У тому переможному (2:1) поєдинку відіграв усі 90 хвилин.

## Досягнення
- Ліга 2
  -  Чемпіон (1): 2014
- Чемпіон Польщі (1):

«Легія»: 2017-18
- Володар Кубку Польщі (1):

«Легія»:  2017–18

## Статистика виступів

### Клубна
| Сезон   | Клуб              | Країна    | Змагання    | Матчі | Голи | Єврокубки | Матчі | Голи |
| ------- | ----------------- | --------- | ----------- | ----- | ---- | --------- | ----- | ---- |
| 2012/13 | «Мец»             | Франція   | Національ   | 1     | 0    | –         | –     | –    |
| 2013/14 | «Мец»             | Франція   | Ліга 2      | 5     | 0    | –         | –     | –    |
| 2014/15 | «Мец»             | Франція   | Ліга 1      | 9     | 0    | –         | –     | –    |
| 2015/16 | «Пройсен Мюнстер» | Німеччина | Третя ліга  | 25    | 0    | –         | –     | –    |
| 2016/17 | «Мец»             | Франція   | Ліга 1      | 11    | 0    | –         | –     | –    |
| 2017/18 | «Мец»             | Франція   | Ліга 1      | 11    | 0    | –         | –     | –    |
| 2017/18 | «Легія» (Варшава) | Польща    | Екстракляса | 2     | 0    | –         | –     | –    |

### У збірній
| Матчі й голи в збірній | Матчі й голи в збірній | Матчі й голи в збірній     | Матчі й голи в збірній | Матчі й голи в збірній | Матчі й голи в збірній | Матчі й голи в збірній |
| #                      | Дата                   | Стадіон                    | Суперник               | Рахунок                | Гол                    | Змагання               |
| 2012                   | 2012                   | 2012                       | 2012                   | 2012                   | 2012                   | 2012                   |
| ---------------------- | ---------------------- | -------------------------- | ---------------------- | ---------------------- | ---------------------- | ---------------------- |
| 1.                     | 29.02.2012             | Люксембург, Люксембург     | Північна Македонія     | 2:1                    | 0                      | товариський            |
| 2.                     | 02.06.2012             | Люксембург, Люксембург     | Мальта                 | 0:2                    | 0                      | товариський            |
| 3.                     | 11.09.2012             | Белфаст, Північна Ірландія | Північна Ірландія      | 1:1                    | 0                      | кв. ЧС 2014            |
| 4.                     | 12.10.2012             | Люксембург, Люксембург     | Ізраїль                | 0:6                    | 0                      | кв. ЧС 2014            |
| 5.                     | 16.10.2012             | Рамат-Ган, Ізраїль         | Ізраїль                | 0:3                    | 0                      | кв. ЧС 2014            |
| 2013                   |                        |                            |                        |                        |                        |                        |
| 6.                     | 05.02.2013             | Валанс, Франція            | Вірменія               | 1:1                    | 0                      | товариський            |
| 7.                     | 22.03.2013             | Люксембург, Люксембург     | Азербайджан            | 0:0                    | 0                      | кв. ЧС 2014            |
| 8.                     | 26.03.2013             | Люксембург, Люксембург     | Фінляндія              | 0:3                    | 0                      | товариський            |
| 9.                     | 07.06.2013             | Баку, Азербайджан          | Азербайджан            | 1:1                    | 0                      | кв. ЧС 2014            |
| 10.                    | 14.08.2013             | Люксембург, Люксембург     | Литва                  | 2:1                    | 0                      | товариський            |
| 11.                    | 06.09.2013             | Казань, Росія              | Росія                  | 1:4                    | 0                      | кв. ЧС 2014            |
| 12.                    | 10.09.2013             | Люксембург, Люксембург     | Північна Ірландія      | 3:2                    | 0                      | кв. ЧС 2014            |
| 13.                    | 11.10.2013             | Люксембург, Люксембург     | Росія                  | 0:4                    | 0                      | кв. ЧС 2014            |
| 14.                    | 15.10.2013             | Коїмбра, Португалія        | Португалія             | 0:3                    | 0                      | кв. ЧС 2014            |
| 15.                    | 17.11.2013             | Люксембург, Люксембург     | Чорногорія             | 1:4                    | 0                      | товариський            |